# Sebastian Øgaard
Sebastian Øgaard (født 30. januar 2004 i Ejstrupholm) er en dansk racerkører.
Øgaard dominerede den danske gokart-scene i flere år, indtil han i 2020 skiftede gokarten ud med Formel 4-raceren. I 2021 blev Øgaard nummer 2 i det spanske Formel 4 Mesterskab for Campos Racing. I 2022 konkurrerede han i Euroformula Open Championship for Van Amersfoort Racing samt for KIC Motorsport i Formula Regional by Alpine. Af politiske grunde trak Van Amersfoort Racing sig ud af Euroformula Open Championship allerede efter fire runder, hvorefter KIC Motorsport tilbød Sebastian Øgaard et sæde i Formula Regional by Alpine i sæsonens sidste tre løb.

## Karriere

### Lavere formler
Øgaards hovedkampagne for den sæson ville ligge i det Italienske Formel 4 Mesterskab, hvor han ville være partner med Jesse Salmenautio og andre rookies Zdeněk Chovanec og Dexter Patterson hos Bhaitech. Han havde en succesfuld første runde på Misano, hvor han fik point i alle tre løb, og han sluttede som femtende i det efterfølgende løb på Imola. De otte point Øgaard scorede gennem de første tre løb ville desværre være hans eneste point i sæsonen, da holdet kæmpede med pålideligheden. Øgaard endte som nummer 20 i mesterskabet, efter alle sine holdkammerater. Han sluttede på en 13. plads i Rookies' stilling.
Efter Øgaard fik sin enkeltsædedebut i november 2019, og vender tilbage til Spanien til hovedsæsonen, konkurrerede han i Spansk Formel 4 Mesterskab med Campos Racing, da det valencianske hold kom tilbage i mesterskabet. Han vandt fem løb i henholdsvis Algarve, Cheste og Barcelona og holdt en sæsonlang kamp om andenpladsen med holdkammeraten Pepe Martí, hvor han til sidst endte som vicechampion efter den endelige mester Dilano van 't Hoff

### Euroformula Open Championship
Øgaard flyttede til Euroformula Open Championship i 2022 og skrev under for Van Amersfoort Racing sammen med Filip Ugran, Nicola Marinangeli og Jorge Garciarce. Efter fire runder inde i sæsonen forlod Van Amersfoort Racing af politiske grunde dog Euroformula Open med øjeblikkelig virkning og efterlod Øgaard uden et sæde. Han endte dog som nummer 8 i det samlede mesterskab.

## Eksterne links
- Officielle side på Facebook
- Officielle side på Twitter
- Officielle side på Instagram
- Sebastian Øgaard karriereoversigt på DriverDB.com (på engelsk)